# Марта Санц-Соль
Марта Санц-Соль (народилась 19 січня 1952 року, Сабадель, Барселона) — каталонський математик, що спеціалізується на теорії ймовірностей.

## Кар'єра
Марта Санц-Соль — професор Барселонського університету та керівник групи досліджень стохастичних процесів. Докторську дисертацію вона здобула в 1978 році в Університеті Барселони під керівництвом Девіда Нуаларта. До того, як зайняти посаду в UB, вона була доцентом університету Барселони. Вона була деканом математичного факультету УБ з 1993—1996 рр., віце-президентом Відділу експериментальних наук та математики з 2000—2003 рр. У травні 2015 року її було призначено головою наукового комітету Вищої математичної школи (BGSMath). З травня 2018 року по жовтень 2019 року вона обіймала посаду директора.
Марта була запрошеним професором та запрошеним вченим в різних паризьких університетах, в МРРІ, в Інституті Міттаг-Леффлера, в Інституті Ісаака Ньютона, в EPFL в Лозанні, в Нансі, в Пізі, в Університеті Північна Кароліна, в Мессіні, Клермон-Феррані, Падуї та Анже.

## Наукова діяльність
Її наукові інтереси стосуються стохастичного аналізу, зокрема стохастичного диференціального та часткового диференціальних рівнянь. Опублікувала понад 90 наукових статей та монографію про числення Малліавіна та застосування до СПДЕ.
Санц-Соль працювала у виконавчому комітеті Європейського математичного товариства в 1997—2004 роках. Була обрана президентом у 2010 році і обіймала посаду з січня 2011 року по грудень 2014 року Вона є членом кількох міжнародних комітетів, що контролюють математичні науки. Зокрема, Рада директорів Інституту Анрі Пуанкаре, FSMP (Fondation Sciences Mathématiques de Paris), комітет з досліджень та освіти Політехніки Екола та Науковий комітет CIRM (Center des Rencontres Mathématiques, Luminy, Франція). В останні роки вона працювала в Науковій раді Банахового центру (2010—2014), Комітеті стипендіатів Інституту математичної статистики (2012—2014) та Комітеті спеціальних лекцій (2008—2010). Вона була членом ради директорів Centre de Recerca Matemàtica (Беллатерра, Барселона) протягом трьох років, починаючи з квітня 2007 р. У червні 2015 року вона була призначена членом Комітету Абеля на премію Абеля 2016, 2017 рр.

## Нагороди
У 1998 році Марта Санц-Соль була нагороджена медаллю Нарциса Монтуріоля за наукові та технологічні досягнення Каталонійським генералітатом. У 2011 році була обрана членом Інституту математичної статистики. У листопаді 2016 року вона була обрана членом Інституту каталонських досліджень. У 2017 році була нагороджена медаллю Real Sociedad Matemática Española за науковий внесок та відповідні міжнародні посади та службу. Того ж року вона була обрана почесним членом Каталонського коледжу економістів. У січні 2019 року вона стала членом Королівської академії наук і мистецтв Барселони.

## Наукові праці
- Applications of Malliavin calculus to SPDE's. In: Giuseppe Da Prato, Luciano Tubaro (Hrsg.): Stochastic partial differential equations and applications. (Based on the Proceedings of the International Conference on Stochastic Partial Differential Equations and Applications — V held in Trento) (= Lecture Notes in Pure and Applied Mathematics. 227). Marcel Dekker, New York NY u. a. 2002, ISBN 0-8247-0792-3, S. 429—442.
- Malliavin calculus. With applications to stochastic partial differential equations. EPFL Press u. a., Lausanne u. a. 2005, ISBN 2-940222-06-1.
- mit Robert C. Dalang: Hölder-Sobolev regularity of the solution to the stochastic wave equation in dimension three (= Memoirs of the American Mathematical Society. 931 = Bd. 199, 2). American Mathematical Society, Providence RI 2009, ISBN 978-0-8218-4288-1.
- mit Robert C. Dalang: Hitting probabilities for non-linear systems of stochastic waves (= Memoirs of the American Mathematical Society. 1120 = Bd. 237, 4). American Mathematical Society, Providence RI 2015, ISBN 978-1-4704-1423-8.